# 徳島市渭東コミュニティセンター
徳島市渭東コミュニティセンター（とくしましいとうコミュニティセンター）は、徳島県徳島市にある公民館である。

## 概要
徳島市渭東地区にある地区コミュニティセンターで保育所・児童館と併設している。各種サークル活動を中心に展示会や講習会を目的として利用されている。地区内にはこの他にも住吉・城東コミュニティセンターがある。

## 施設
- 1F
  - 保育所
- 2F
  - EVホール
  - ラウンジ
  - 事務室
  - 和室
  - 集会室
  - 調理室
  - 資料展示室
  - 健康サロン
  - 湯沸室 (2部屋)
- 3F
  - 児童館

## 交通
- 徳島市営バス（沖洲・南海フェリー前行）「福島明神前」下車、徒歩約3分。
- JR徳島駅より車で約10分。